# Type Rating Training Organization
TRTO son las siglas en inglés de Type Rating Training Organization (organización de entrenamiento para habilitaciones de tipo) según nomenclatura de Agencia Europea de Seguridad Aérea (EASA). Se trata de centros de formación y entrenamiento, normalmente adscritos a operadores de aeronave, no capacitados para otorgar títulos de piloto (PPL, CPL o ATPL) sino habilitaciones de tipo de modelos de aeronave que lo requieran (helicópteros, jets, turbohélice) o capacitaciones para un tipo de actividad particular que la requiera (como la extinta habilitación agroforestal). Asimismo, estos centros están capacitados para realizar exámenes y emitir testimonios de capacitación para renovar habilitaciones de tipo de licencias de vuelo que las contengan.
- Datos: Q6154222